# Associação Le Patriarche
Le Patriarche foi uma associação criada com o objetivo de reabilitar toxicodependentes num ambiente de vida comunitária.

## História
A associação foi fundada em 2 de maio de 1974, por Lucien Engelmajer, em Saint-Paul-sur-Save, perto de Toulouse, França. O nome da associação é uma referência ao apelido do fundador.
Le Patriarche desenvolveu uma abordagem diferente relativamente à síndrome de abstinência, baseado num processo livre de drogas e substitutos. Implicava, também, uma redefinição dos laços sociais. Os novos residentes ficavam sob a supervisão dos seus pares, que tinham passado pelo mesmo problema. O lema da associação era “ajuda, para ser ajudado”. Na década de 80, a associação abriu muitos centros na Europa e Américas. No início da década de 90, tinha mais de 5000 residentes em 210 centros, em 17 países.
Quando a pandemia de SIDA despoletou, Le Patriarche foi capaz de providenciar alguns cuidados aos portadores do vírus, abrindo centros dedicados. Porém, a associação não conseguiu acompanhar a evolução das novas tendências de consumo e tratamentos. Le Patriarche foi duramente criticada, principalmente pela falta de pessoal qualificado e pela sua estrutura baseada em mão-de-obra gratuita.
Em 1995, a associação foi considerada, num relatório do governo francês, como uma seita.
O fundador e carismático líder da associação foi julgado por diversas acusações de desvio de fundos e atos de violência contra residentes. Em 1998, foi forçado, pela administração, a apresentar demissão. Neste mesmo ano, a associação foi reestruturada e todas as referências ao seu passado foram eliminadas. Com vários mandados de captura pendentes, Lucien Engelmajer fugiu para o Belize, onde viria a morrer em 2007.